# Тама (река)
Тама (яп. 多摩川 тамагава) — река в Японии на острове Хонсю. Протекает по территории префектур Токио, Канагава и Яманаси. Исток реки находится под горой Касатори, на территории города Косю. Тама впадает в Токийский залив на территории района Ота, неподалёку от аэропорта Ханэда.
Длина реки составляет 138 км, на территории её бассейна (1240 км²) проживает около 3,8 — 4,4 млн человек. Согласно японской классификации, Тама является рекой первого класса.
В середине XX века быстрая урбанизация Токио и других окружающих городов привели к сильному загрязнению воды в реке. Лишь в 1980-е и 1990-е годы развитие инфраструктуры позволило привести качество воды в норму.
В верховьях реки построены плотины, образующие водохранилища Мураяма («озеро Тама»), Ямагути («озеро Саяма») и Огоути («озеро Окутама»). Две первые плотины были построены в 1920-е годы, строительство третьей было окончено после Второй Мировой войны. Плотина Огоути используется для производства электроэнергии на ГЭС «Тамагава I», а также для снабжения Токио питьевой водой. С целью сохранения качества воды, леса в верховьях реки являются водоохранной зоной, с 2002 года поддержанием лесов в надлежащем виде занимается группа волонтёров «Tama River Water Resources Forest Team» под руководством Бюро водоснабжения Токийского муниципалитета. Из реки Тама поступает около 20 % питьевой воды Токио. В 0,5 км от устья реки расположена плотина Хамура.
Вдоль реки построены дамбы высотой около 7 метров, но в 2019 году из-за дождей, вызванных тайфуном Хагибис, были затоплены некоторые прибрежные территории.
У реки расположена железнодорожная станция Тамагава, которую обслуживают линии Токю и Мэгуро.
На берегах Тамы расположены многочисленные спортивные площадки и зоны отдыха. Также на реке проводятся гонки на катерах.
В честь Тамы назван астероид (1089) Тама, открытый в 1927 году японским астрономом Окуро Оикавой в обсерватории Токио, расположенной рядом с рекой.